# Three Springs (Pennsilvània)
Three Springs és una població dels Estats Units a l'estat de Pennsilvània. Segons el cens del 2000 tenia 445 habitants.

## Demografia
Segons el cens del 2000, Three Springs tenia 445 habitants, 200 habitatges, i 127 famílies. La densitat de població era de 138,6 habitants/km².
Dels 200 habitatges en un 23% hi vivien nens de menys de 18 anys, en un 52,5% hi vivien parelles casades, en un 7% dones solteres, i en un 36,5% no eren unitats familiars. En el 31,5% dels habitatges hi vivien persones soles el 17% de les quals corresponia a persones de 65 anys o més que vivien soles. El nombre mitjà de persones vivint en cada habitatge era de 2,23 i el nombre mitjà de persones que vivien en cada família era de 2,76.
Per edats la població es repartia de la següent manera: un 19,8% tenia menys de 18 anys, un 8,3% entre 18 i 24, un 24,7% entre 25 i 44, un 24,5% de 45 a 60 i un 22,7% 65 anys o més.
L'edat mediana era de 42 anys. Per cada 100 dones de 18 o més anys hi havia 93 homes.
La renda mediana per habitatge era de 26.167$ i la renda mediana per família de 35.179$. Els homes tenien una renda mediana de 32.250$ mentre que les dones 22.500$. La renda per capita de la població era de 15.962$. Entorn del 5,4% de les famílies i l'11% de la població estaven per davall del llindar de pobresa.

## Poblacions més properes
El següent diagrama mostra les poblacions més properes.